# 1740 w polityce

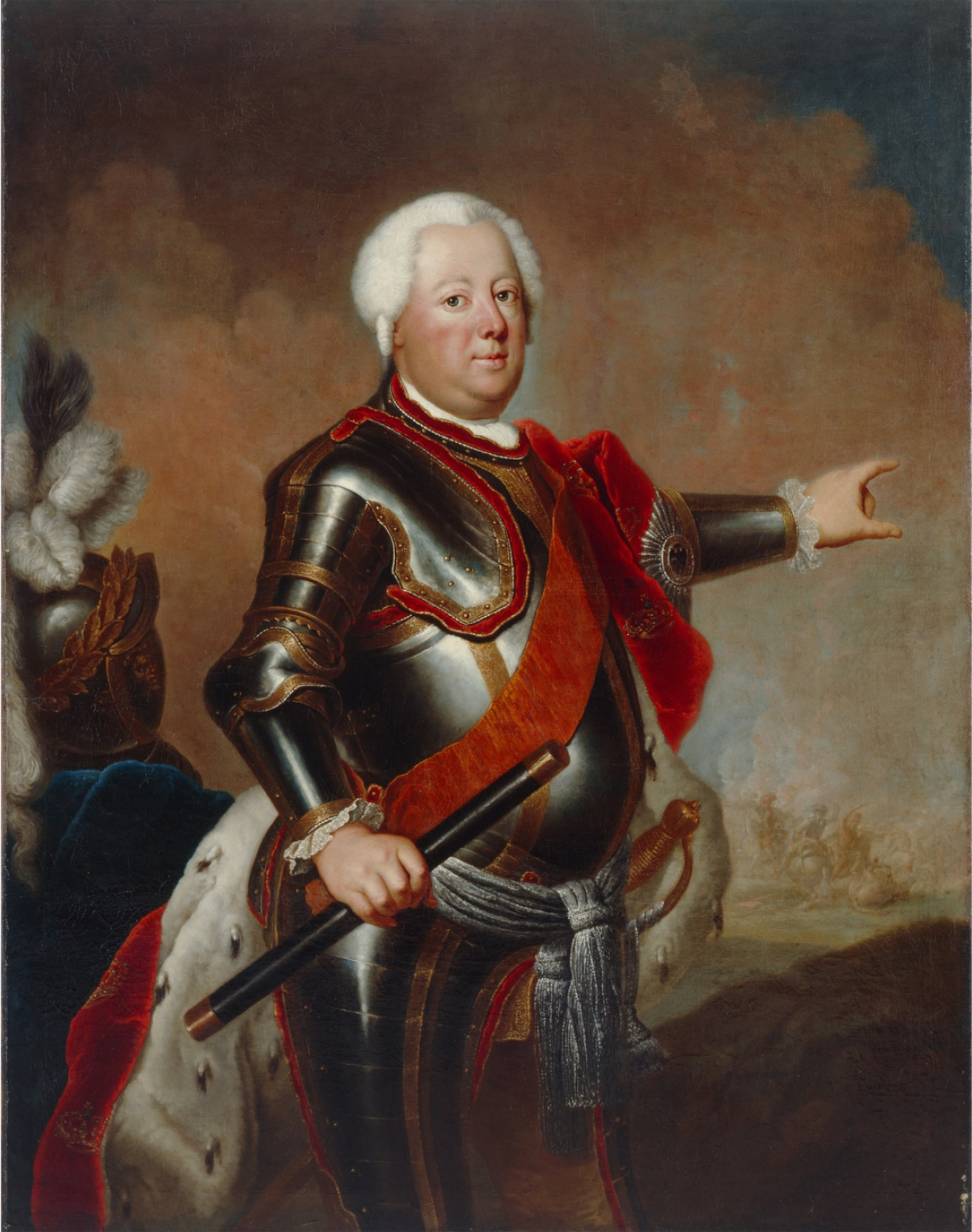
Fryderyk Wilhelm I Pruski

Wydarzenia polityczne w 1740 roku.

## Zmarli
- 31 maja Fryderyk Wilhelm I, król w Prus[1].